# Holy Spider
Holy Spider (im Französischen auch Les Nuits de Mashhad, persisch عنکبوت مقدس) ist ein Thriller von Ali Abbasi, der im Mai 2022 bei den Filmfestspielen in Cannes seine Premiere feierte, wo er im Hauptwettbewerb um die Goldene Palme konkurrierte. Im Juli 2022 kam der Film in die französischen und im Januar 2023 in die deutschen Kinos. Holy Spider spielt in Maschhad, das als heiligste Stadt des Iran gilt. Die hier Nachforschungen anstellende Journalistin Rahimi wird von Zar Amir Ebrahimi gespielt. Holy Spider wurde von Dänemark als Beitrag für die Oscarverleihung 2023 als bester Internationaler Film eingereicht.

## Handlung

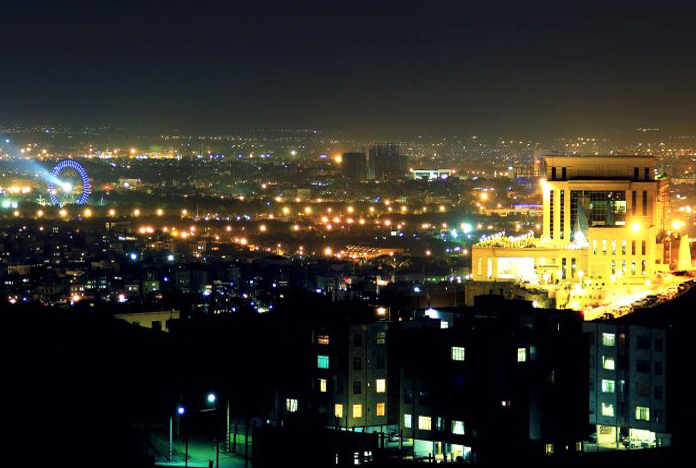
Die iranische Stadt Maschhad bei Nacht

In der zweitgrößten iranischen Stadt Maschhad ermordet der 50-jährige Kriegsveteran, Kleinunternehmer und Familienvater Saeed Hanaei Anfang der 2000er Jahre eine Reihe von Straßenprostituierten. Er sieht darin eine spirituelle Mission, um die heilige Stadt des Imam Reza von unmoralischen Frauen zu säubern, von denen viele von Opium aus dem nahen Afghanistan abhängig sind, indem er sie auf seinem Motorrad zu sich nach Hause fährt und sie dann mit ihren Hijabs stranguliert. Obwohl die Zeitungen ihn als den „Spinnenmörder“ bezeichnen, ist er zunehmend verärgert über das mangelnde öffentliche Interesse an seinen Taten.
Im Jahr 2001 taucht die von ihrer Zeitung in Teheran entsandte Journalistin Rahimi in diese Welt ein; schnell muss sie feststellen, dass die Polizei es nicht eilig hat, den Fall aufzuklären. Mutig und nur von ihrem Kollegen Sharifi unterstützt agiert sie selbst als Lockvogel. Tatsächlich gelingt es ihr, den Mörder in die Falle zu locken, wobei sie ihm nur knapp entkommt. Nachdem er in zwei Jahren insgesamt 16 Frauen ermordet hat, wird er verhaftet, verurteilt und hingerichtet; seiner Familie, aber auch weiten Teilen der Bevölkerung, gilt er jedoch als Held.

## Die Stadt Maschhad
„Ich komme aus dem Iran. Dort bin ich geboren und aufgewachsen. Ich muss keine Puppenhausversion des Iran machen. Der Ort, den wir betrachten, Maschhad, ist wie viele dieser größeren Metropolen im Nahen Osten. Sie haben sich in unscheinbare Industriestädte verwandelt, halb Favela, halb Betonwüste mit einigen historischen Gebäuden […]. Sie finden diese Orte in der Türkei, in Jordanien und wahrscheinlich an vielen anderen Orten.“

Maschhad, der Handlungsort des Films, ist die Hauptstadt der iranischen Provinz Razavi-Chorasan und die zweitgrößte Stadt Irans. Sie liegt 850 Kilometer östlich von Teheran auf einer Höhe von rund 985 Metern.
Maschhad ist ein politisches und religiöses Zentrum und wird jährlich von mehr als 20 Millionen Touristen und Pilgern besucht. Die Stadt gilt als eine der sieben heiligen Stätten des schiitischen Islams. Dort befindet sich der heilige Schrein des achten schiitischen Imams Reza, die einzige Grabstätte eines schiitischen Imams auf iranischem Boden.

## Produktion

### Filmstab und Besetzung
Regie führte der im Iran geborene und in Schweden lebende Ali Abbasi, der gemeinsam mit Afshin Kamran Bahrami auch das Drehbuch schrieb. Nach Shelley aus dem Jahr 2016 und Border von 2018 handelt es sich bei Holy Spider um Abbasis dritte Regiearbeit bei einem Spielfilm. Er orientierte sich an einem wahren Fall von Serienmorden in den Jahren 2000 und 2001, über den der Filmemacher und Menschenrechtsaktivist Maziar Bahari unter anderem in einem Film berichtet hatte, als der Bauingenieur Saeed Hanaei 16 Prostituierte in Maschhad ermordete. Hanaei verteidigte sich nach seiner Festnahme, er habe heilige Arbeit verrichtet und die Stadt vor moralischem Verfall bewahren wollen. Religiöse Hardliner und Kommentatoren konservativer Zeitungen forderten seine Freilassung. Er wurde aber dennoch zum Tode verurteilt und hingerichtet. Die Medien bezeichneten damals seine Taten als „Spinnenmorde“, weil der Mörder seine Opfer stets unter einem Vorwand nach Hause gelockt hatte, wenn seine Frau und seine Kinder gerade abwesend waren.

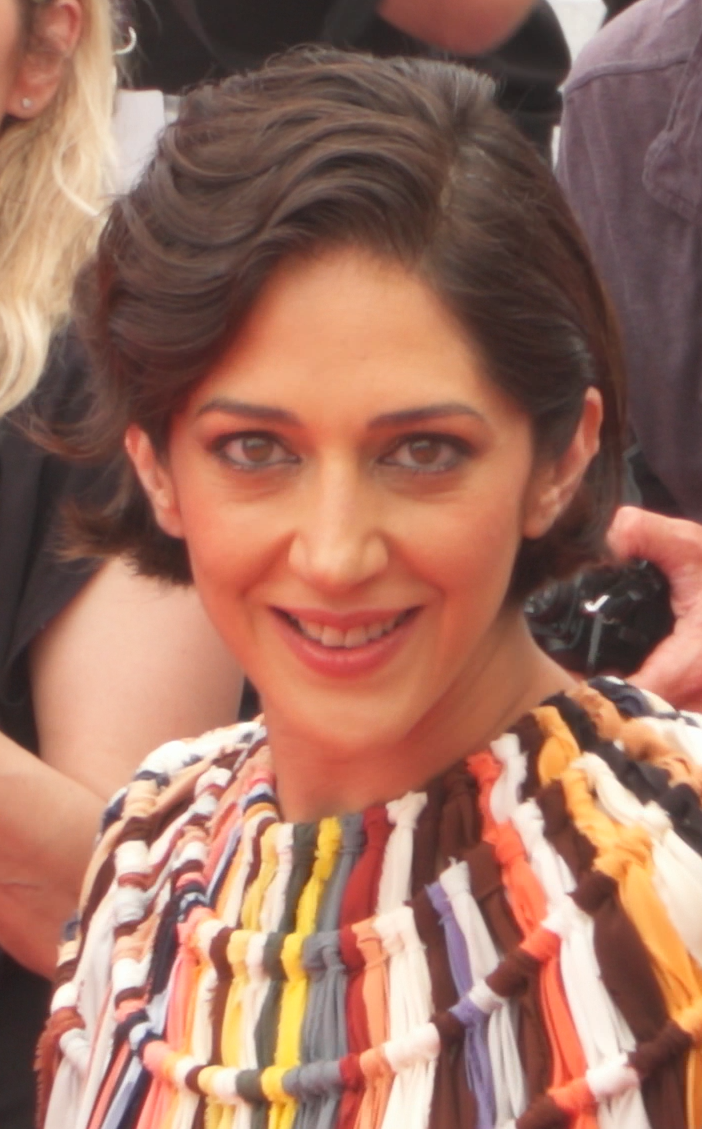
Zar Amir Ebrahimi, hier bei der Premiere in Cannes, spielt die Journalistin Arezu Rahimi

Als Hauptanliegen des Films beschreibt Abbasi nicht das Verbrechen an sich, sondern möchte allgemein den Blick auf die Schattenseiten des Iran werfen. Über einen Blick von oben auf die nächtliche Stadt in seinem Film, der die Lichtmuster von Maschhad zeigt, sagte Abbasi, er habe darin das Spinnennetz des Serienmörders wiedergefunden.
In Holy Spider führt Abbasi eine Journalistin namens Arezu Rahimi als Hauptfigur ein. Die Rolle wurde mit der 1981 in Teheran geborenen, iranischen Schauspielerin Zar Amir Ebrahimi besetzt. Sie wurde besonders durch die Rolle von Sara in dem animierten Filmdrama Teheran Tabu von Ali Soozandeh bekannt und war hiernach in Hossein Pourseifis Filmdrama Morgen sind wir frei in einer Hauptrolle zu sehen. Sie wurde 2006 selbst einmal Opfer eines MeToo-Skandals, als ein angebliches Sexvideo von ihr im Internet zirkulierte. Statt ins Gefängnis zu gehen, floh Ebrahimi nach Paris, wo sie bis heute lebt.
Mehdi Bajestani, für den es die erste Hauptrolle seiner Karriere ist, spielt den Serienmörder Saeed Hanaei, an dessen Fersen sie sich heftet. Weiterhin im Film zu sehen sind Nima Akbarpour in der Rolle des Richters, Mesbah Taleb in der Rolle des Ali, Firouz Agheli als Haji und Sara Fazilat als Zinab.

### Förderungen, Dreharbeiten und Filmmusik
Der Film erhielt Produktionsförderungen von der Filmförderungsanstalt in Höhe von 240.000 Euro, vom Medienboard Berlin-Brandenburg von 250.000 Euro, von Eurimages von 410.000 Euro, von der MOIN Filmförderung Hamburg Schleswig-Holstein in Höhe von 90.000 Euro und vom Deutschen Filmförderfonds in Höhe von rund 174.000 Euro. Weitere 50.000 Euro von der Filmförderungsanstalt wurden für die Verleihförderung gewährt.
Nachdem Abbasi den Film eigentlich in der Türkei drehen wollte, die türkischen Behörden jedoch die Genehmigung verweigerten, drehte er den Film in Jordanien. Als Kameramann fungierte Nadim Carlsen. Der Arbeitstitel war The Long Night. Das Szenenbild entwarf die Schwedin Lina Nordqvist.
Die Filmmusik komponierte Martin Dirkov. Das Soundtrack-Album mit insgesamt 28 Musikstücken wurde im November 2022 von Profile Pictures als Download veröffentlicht.

### Marketing und Veröffentlichung
Die Premiere erfolgte am 22. Mai 2022 bei den Filmfestspielen in Cannes. Dort sicherte sich Utopia die Rechte für Nordamerika und der Streamingdienst MUBI für eine Reihe weiterer Länder. Im Juni 2022 wurde der Film beim Sydney Film Festival gezeigt. Der Kinostart in Frankreich erfolgte am 13. Juli 2022. Im Juli 2022 wurde er beim Neuchâtel International Fantastic Film Festival und Ende des Monats beim New Horizons International Film Festival gezeigt. Im August 2022 wurde er beim norwegischen Filmfestival in Haugesund gezeigt. Im September 2022 wurde der Film beim Telluride Film Festival und beim Toronto International Film Festival vorgestellt. Ebenfalls im September 2022 erfolgten Vorstellungen bei der Filmkunstmesse Leipzig. Ende des Monats wurde der erste Trailer vorgestellt. Ende September, Anfang Oktober 2022 wurde Holy Spider beim Filmfest Hamburg gezeigt und hiernach beim London Film Festival. Im Oktober 2022 wurde er beim Film Fest Gent und beim Busan International Film Festival vorgestellt. Im November 2022 wurde Holy Spider beim Internationalen Filmfestival von Stockholm, beim Exground Filmfest Wiesbaden und beim Tallinn Black Nights Film Festival gezeigt. Anfang Januar 2023 wird er beim Palm Springs International Film Festival gezeigt. In den deutschen Kinos startete Holy Spider am 12. Januar 2023. Der Kinostart in Österreich erfolgte am 3. Februar 2023.

## Rezeption

### Altersfreigabe
In Deutschland wurde der Film von der FSK ab 16 Jahren freigegeben. In der Freigabebegründung heißt es, die Geschichte werde in beklemmender Atmosphäre mit zahlreichen Genremotiven erzählt und zeichne zugleich ein düsteres Porträt der iranischen Gesellschaft und ihrer Doppelmoral. Dabei werde der Mörder zu einer zweiten Hauptfigur. Mehrere teils drastische Szenen mit Gewalt und Tötungen sowie explizite Darstellungen von sexueller Aktivität könnten jüngere Zuschauer überfordern, ebenso wie der wiederholte Konsum harter Drogen. Das Setting, fern der Alltagswelt von 16-Jährigen und zudem in der Vergangenheit angesiedelt, erleichtere ihnen jedoch die Distanzierung.

### Kritiken
Von den bei Rotten Tomatoes aufgeführten Kritiken sind 84 Prozent positiv bei einer durchschnittlichen Bewertung mit 7,5 von 10 möglichen Punkten. Auf Metacritic erhielt der Film einen Metascore von 66 von 100 möglichen Punkten.

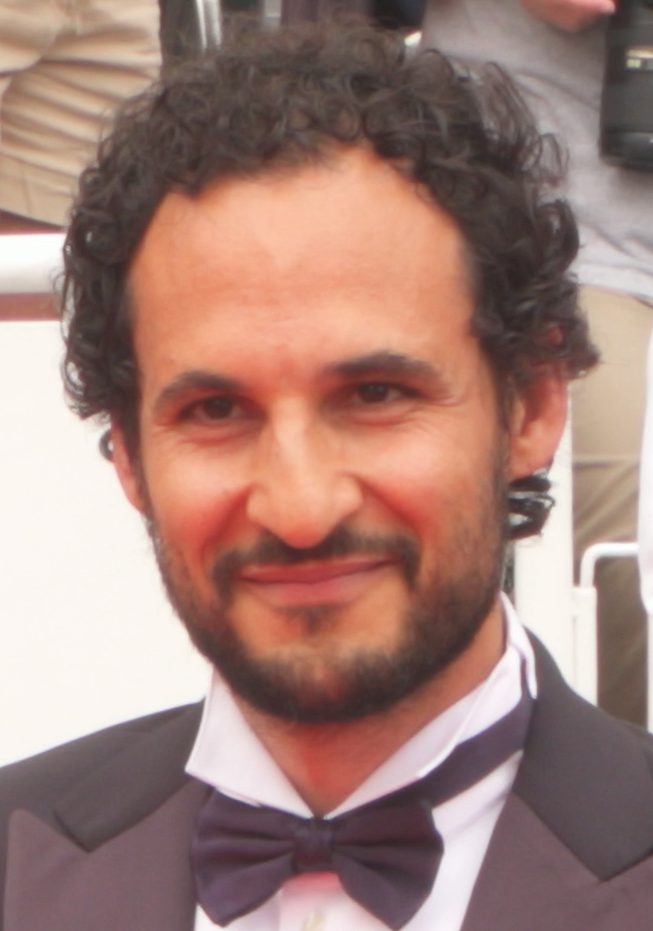
Regisseur Ali Abbasi bei der Premiere des Films in Cannes

Michael Meyns schreibt in seiner Funktion als Filmkorrespondent der Gilde deutscher Filmkunsttheater, Holy Spider mute in der ersten Hälfte wie ein sehr amerikanischer Serienkillerfilm an, und es wirke fast reißerisch, wie Ali Abbasi Aspekte der iranischen Gesellschaft zeigt, die das einheimische Kino ansonsten nicht zeigen kann. In der zweiten Hälfte, wenn immer deutlicher wird, wie sehr weite Teile der Gesellschaft den Prostituierten-Mörder Saeed jedoch unterstützen, seine Taten gutheißen, bestätige Abassi jedoch genau das Bild, das im Westen meist vorherrscht wenn vom Iran die Rede ist: „Eine tief religiöse Gesellschaft wird gezeigt, ein Land, in dem der Klerus herrscht und mit seiner erzkonservativen Interpretation des Korans die Freiheit besonders von Frauen beschränkt.“ Von der moralischen Ambivalenz, wie sie etwa in den Filmen Asghar Farhadis thematisiert werden, sei in Holy Spider wenig zu spüren, so Meyns. Sein Film sei Anklage durch und durch, wuchtig inszeniert, mit ungewöhnlichen Einblicken in die iranische Gesellschaft, aber auch ohne Zwischentöne.
Andreas Kilb schreibt in der Frankfurter Allgemeinen Zeitung, im Iran liege das Unrecht, gegen das sich die Protestbewegung richtet, auf der Straße, und es gehöre zur Textur der Gesellschaft, die der Film beschreibt. Der Dialog sei zugleich eine sekundenkurze Charakterisierung von Arezu Rahimi, der Heldin des Films. Der männliche Blick, gegen den sich die Journalistin zur Wehr setzt, sei nicht nur in der Hotellobby, sondern überall um sie herum am Werk, auch bei der Polizei. Bilder, wie wenn die Kamera das angstverzerrte Gesicht eines Toten in Großaufnahme zeigt, hätten Holy Spider bei seiner Premiere in Cannes den Vorwurf exzessiver Gewaltdarstellung eingetragen. Tatsächlich sei die Gewalt in dieser Geschichte allgegenwärtig, so in den Beziehungen zwischen den Prostituierten und ihren Kunden, in den Blicken der Männer auf Arezu, in den von Drogensucht geprägten Armenvierteln von Maschhad. In Abbasis Holy Spider treffe ein vom westlichen Genrekino geprägter Blick auf eine für Genrefilme ungeeignete Realität, was aber höchstens die halbe Wahrheit wäre. Vielmehr wolle Abbasi die Wirklichkeit Irans aus einem Abstand von 20 Jahren rekonstruieren und zugleich heutigen Erzählweisen gefügig machen. Diese doppelte Anstrengung sei es, an der er sich am Ende verhebt. Auch wenn der Regisseur mit der Journalistin eine Sympathieträgerin eingefügt habe, gehe es in Holy Spider letztlich doch in erster Linie um die Welt des Saeed Hanaei und um seine Zwänge, seine Lüste und seinen Hass.
In der SPIEGEL-Kritik von Lars-Olav Beier (LOB) werden schwer erträgliche Gewaltdarstellungen notiert. Das Fazit lautet dort: „Der Mangel an Ambivalenz macht diesen Film, der als düsterer Thriller beginnt, mehr und mehr zum eindimensionalen, bisweilen grotesk überzeichneten Pamphlet.“

### Auszeichnungen
Holy Spider wurde von Dänemark als Beitrag für die Oscarverleihung 2023 in der Kategorie Bester Internationaler Film eingereicht. Das Werk erreichte die Shortlist, erhielt aber keine Nominierung. Im Folgenden eine Auswahl regulärer Auszeichnungen und Nominierungen.
Deutscher Filmpreis 2023
- Auszeichnung mit dem Filmpreis in Bronze in der Kategorie Bester Spielfilm
- Nominierung für die Beste Regie (Ali Abbasi)
- Nominierung für die Beste weibliche Hauptrolle (Zar Amir Ebrahimi)
- Nominierung für die Beste männliche Hauptrolle (Mehdi Bajestani)

Europäischer Filmpreis 2022
- Nominierung als Besten Film
- Nominierung für die Beste Regie (Ali Abbasi)
- Nominierung als Beste Darstellerin (Zar Amir Ebrahimi)
- Nominierung für das Beste Drehbuch (Ali Abbasi und  Afshin Kamran Bahrami)

Fantastic Fest 2022
- Auszeichnung für die Beste Regie im Hauptwettbewerb  (Ali Abbasi)[47]

Festival de Cine Europeo de Sevilla 2022
- Nominierung im Offiziellen Wettbewerb
- Auszeichnung als Beste Darstellerin (Zar Amir Ebrahimi)[48][49]

Filmfest Hamburg 2022
- Lobende Erwähnung beim Hamburger Produzentenpreis für internationale Koproduktionen[50]

Internationale Filmfestspiele von Cannes 2022
- Nominierung für die Goldene Palme (Ali Abbasi)
- Auszeichnung als Beste Schauspielerin (Zar Amir Ebrahimi)

Internationales Filmfestival von Stockholm 2022
- Auszeichnung mit dem Bronzenen Pferd im Hauptwettbewerb
- Auszeichnung als Bester Hauptdarsteller (Mehdi Bajestani)[36][51]

Jerusalem Film Festival 2022
- Nominierung im Internationalen Wettbewerb (Ali Abbasi)[52]

Robert 2023
- Auszeichnung als Bester dänischer Film
- Auszeichnung für die Beste Regie (Ali Abbasi)
- Auszeichnung für das Beste Originaldrehbuch (Ali Abbasi und Afshin Kamran Bahrami)
- Auszeichnung als Beste Hauptdarstellerin (Zar Amir Ebrahimi)
- Auszeichnung als Bester Nebendarsteller (Arash Ashtiani)
- Auszeichnung für die Beste Kamera (Nadim Carlsen)
- Auszeichnung für den Besten Schnitt (Hayedeh Safiyari und Olivia Neergaard-Holm)
- Auszeichnung für die Beste Filmmusik (Martin Dirkov)
- Auszeichnung für das Beste Sounddesign (Rasmus Winther Jensen)
- Auszeichnung für die Besten visuellen Effekte (Peter Hjorth)
- Auszeichnung für das Beste Szenenbild (Lina Nordqvist)[53]

Satellite Awards 2022
- Nominierung als Bester internationaler Spielfilm[54]

Tallinn Black Nights Film Festival
- Auszeichnung mit dem Spotlight Award (Ali Abbasi)[55]

## Synchronisation
Die deutsche Synchronisation entstand nach einem Dialogbuch von Stefan Kaiser und unter der Dialogregie von Olaf Mierau im Auftrag der Brandtfilm GmbH, Potsdam.
| Darsteller              | Synchronsprecher  | Rolle           |
| ----------------------- | ----------------- | --------------- |
| Mehdi Bajestani         | Frank Röth        | Saeed Hanaei    |
| Zar Amir Ebrahimi       | Pegah Ferydoni    | Arezoo Rahimi   |
| Hamid Javdan            | Olaf Mierau       | Agha Rasul      |
| Mesbah Taleb            | Mik Dankou        | Ali Hanaei      |
| Forouzan Jamshidnejad   | Sarah Sandeh      | Fatima Hanaei   |
| Vali Jokar              | Lutz Riedel       | Fatimas Vater   |
| Firouz Agheli           | Bert Franzke      | Haji            |
| Maryam Taleb            | Clara Matthias    | Khadijeh        |
| Ali Nazarian            | Tobias Lelle      | Rechtsanwalt    |
| Nima Akbarpour          | Tayfun Bademsoy   | Richter         |
| Sina Parvaneh           | Reza Brody        | Rostami         |
| Sima Seyed              | Eva-Maria Werth   | Saeeds Mutter   |
| Arash Ashtiani          | Robert Glatzeder  | Sharifi         |
| Ariane Naziri           | Cynthia Micas     | Soghra          |
| Alice Rahimi            | Runa Aléon        | Somayeh         |
| Rokhshana Breshna Bahar | Sabine Walkenbach | Somayehs Mutter |
| Ahmad Reyhaneh          | Freimut Götsch    | Somayehs Vater  |
| Farhad Faghih Habibi    | Jens-Uwe Bogadtke | Staatsanwalt    |
| Soraya Helly            | Beate Gerlach     | Zari Khanum     |
| Sara Fazilat            | Sara Fazilat      | Zinab           |